# Nederlands in zeven lessen
Nederlands in zeven lessen è un film documentario del 1948 diretto da Charles Huguenot van der Linden e Heinz Josephson. 
Il film è ricordato in quanto è stato il primo film in cui è apparsa Audrey Hepburn interpretando una hostess.
Certe filmografie della Hepburn lo indicano come un cortometraggio: la sua durata totale è 79 minuti, ma fu tagliato a 39 minuti per la versione inglese.